# Pesma za Evroviziju
Pesma za Evroviziju (serb. Песма за Евровизију) – serbski konkurs muzyczny organizowany przez nadawcę Radio-Televizija Srbije (RTS). Od czasu powstania formatu jego zwycięzca otrzymuje prawo do reprezentowania Serbii w Konkursie Piosenki Eurowizji.

## Prowadzący
|                             |
| Dragana Kosjerina (od 2022) |

Od samego początku stałą prezenterką programu jest Dragana Kosjerina, do której co sezon dołączają inni prowadzący.

## Zasady programu
Wszyscy uczestnicy muszą mieć skończone 16 lat oraz być obywatelami Serbii.
Konkurs składa się z dwóch półfinałów oraz finału, gdzie jury i telewidzowie przyznają punkty w formule; (12, 10 i 8–1) dla swoich 10 ulubionych piosenek. W półfinale około połowa utworów z największą ilością punktów przechodzi do finału. Finał zwycięża piosenka z największą ilością punktów. W przypadku remisu, decydującym głosem jest większa ilość punktów zdobyta w głosowaniu telewidzów.

## Zwycięzcy
| Rok  | Artysta    | Piosenka           | Wynik w finale Eurowizji | Wynik w finale Eurowizji | Wynik w półfinale Eurowizji | Wynik w półfinale Eurowizji |
| Rok  | Artysta    | Piosenka           | Miejsce                  | Punkty                   | Miejsce                     | Punkty                      |
| ---- | ---------- | ------------------ | ------------------------ | ------------------------ | --------------------------- | --------------------------- |
| 2022 | Konstrakta | „In corpore sano”  | 5                        | 312                      | 3                           | 237                         |
| 2023 | Luke Black | „Samo mi se spava” | 24                       | 30                       | 10                          | 37                          |
| 2024 | Teya Dora  | „Ramonda”          | 17                       | 54                       | 10                          | 47                          |
| 2025 | Princ      | „Mila”             | –                        | –                        | 14                          | 28                          |
| 2026 |            |                    |                          |                          |                             |                             |

## Galeria

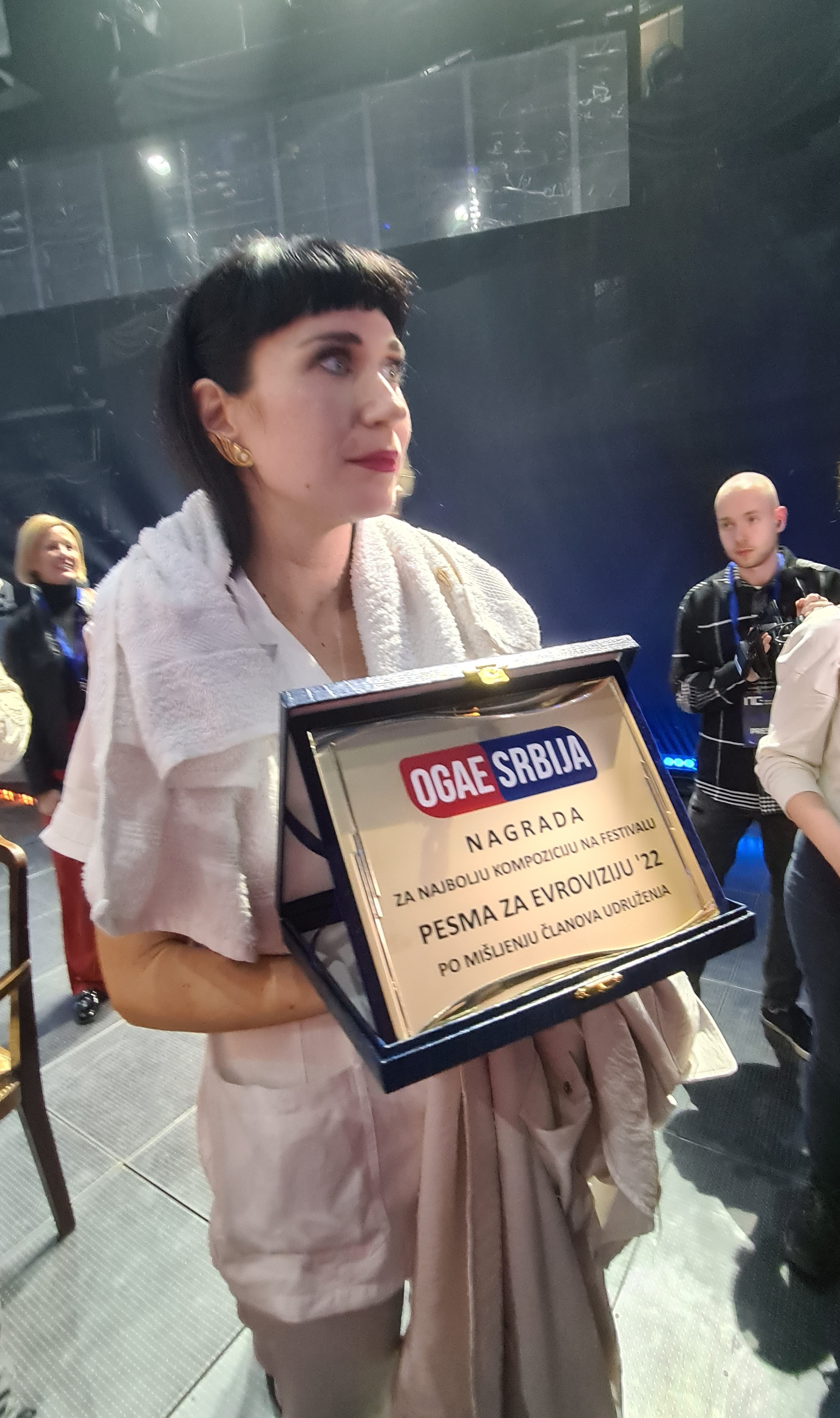
Konstrakta po wygraniu Pesma za Evroviziju ’22(inne języki)
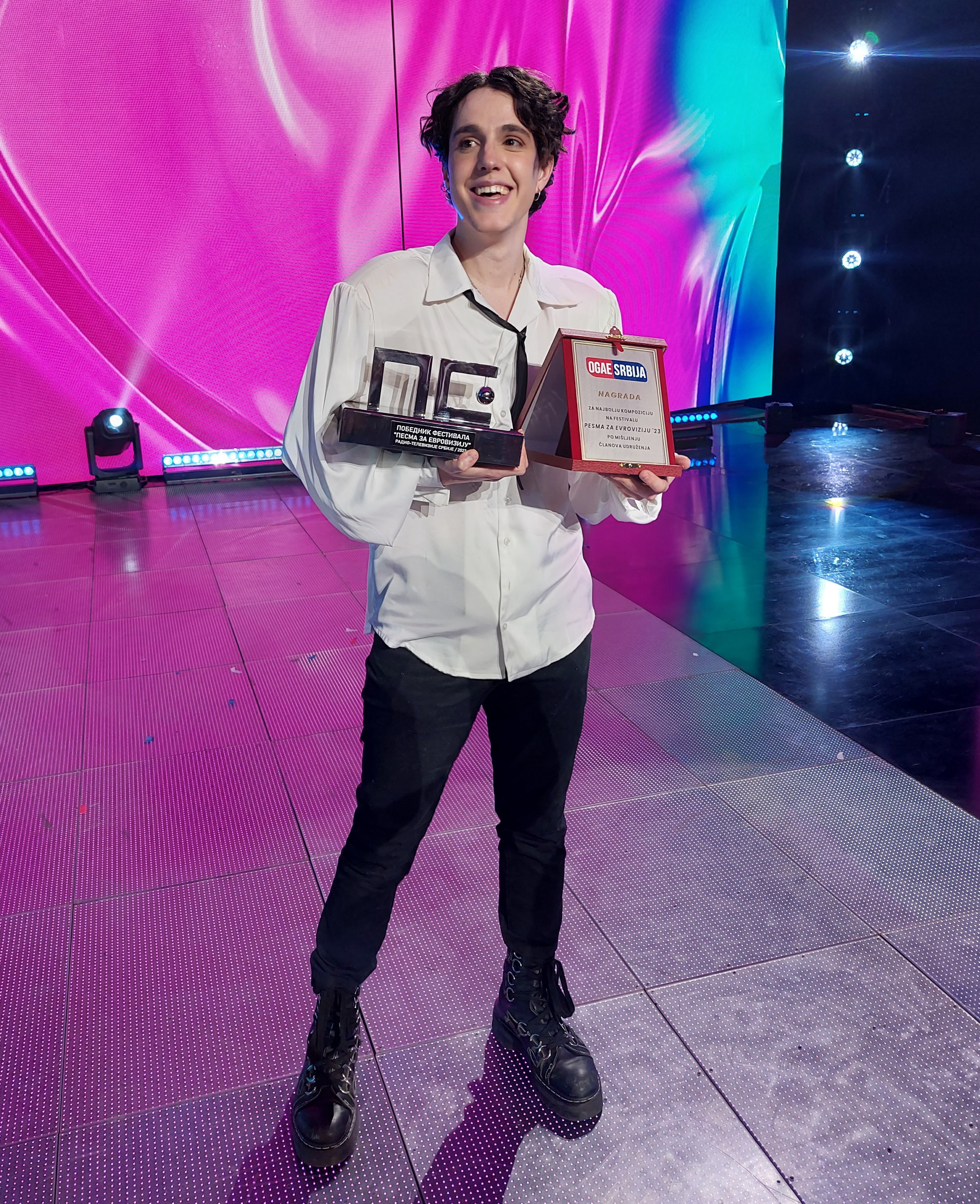
Luke Black po wygraniu Pesma za Evroviziju ’23(inne języki)
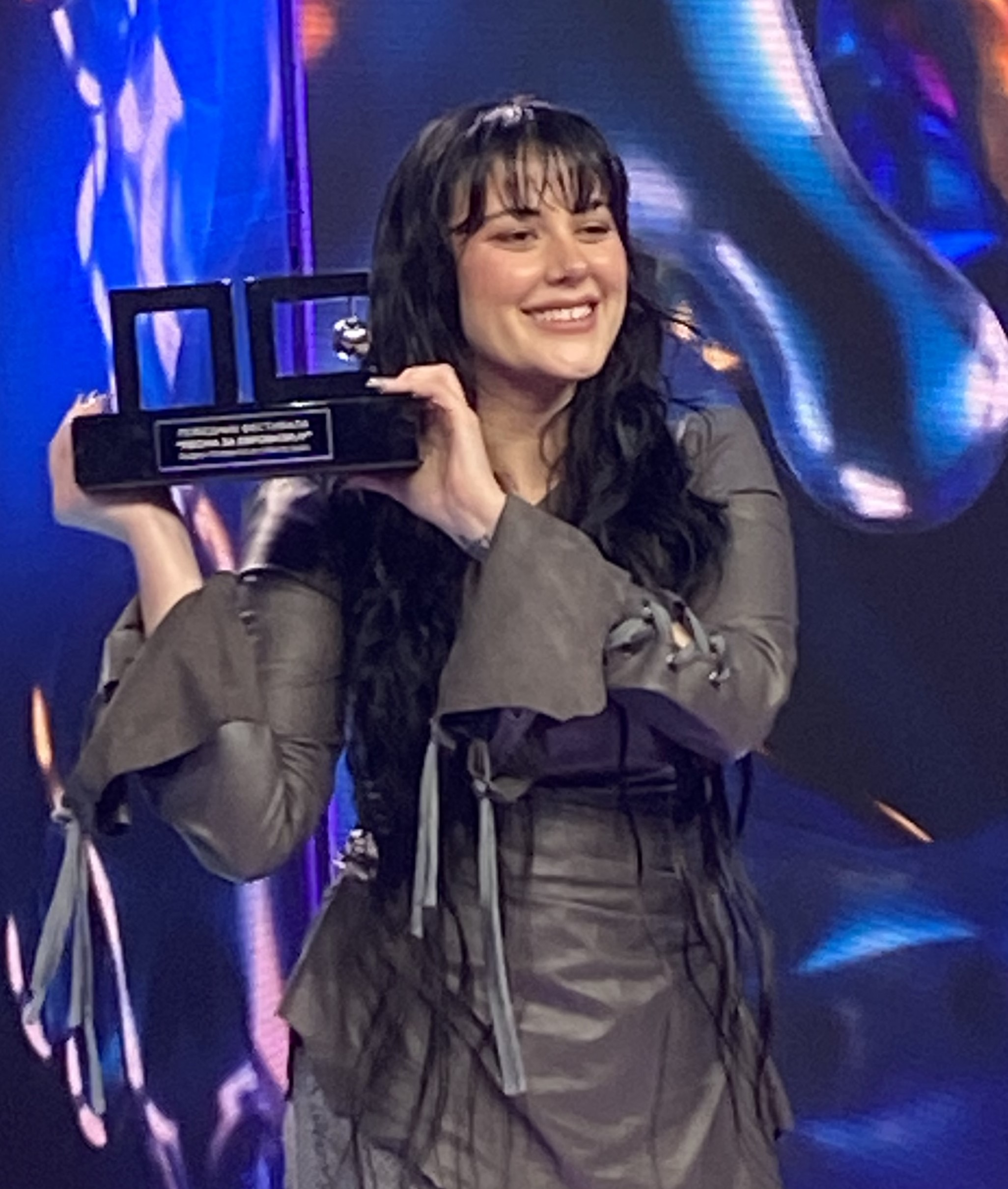
Teya Dora po wygraniu Pesma za Evroviziju ’24
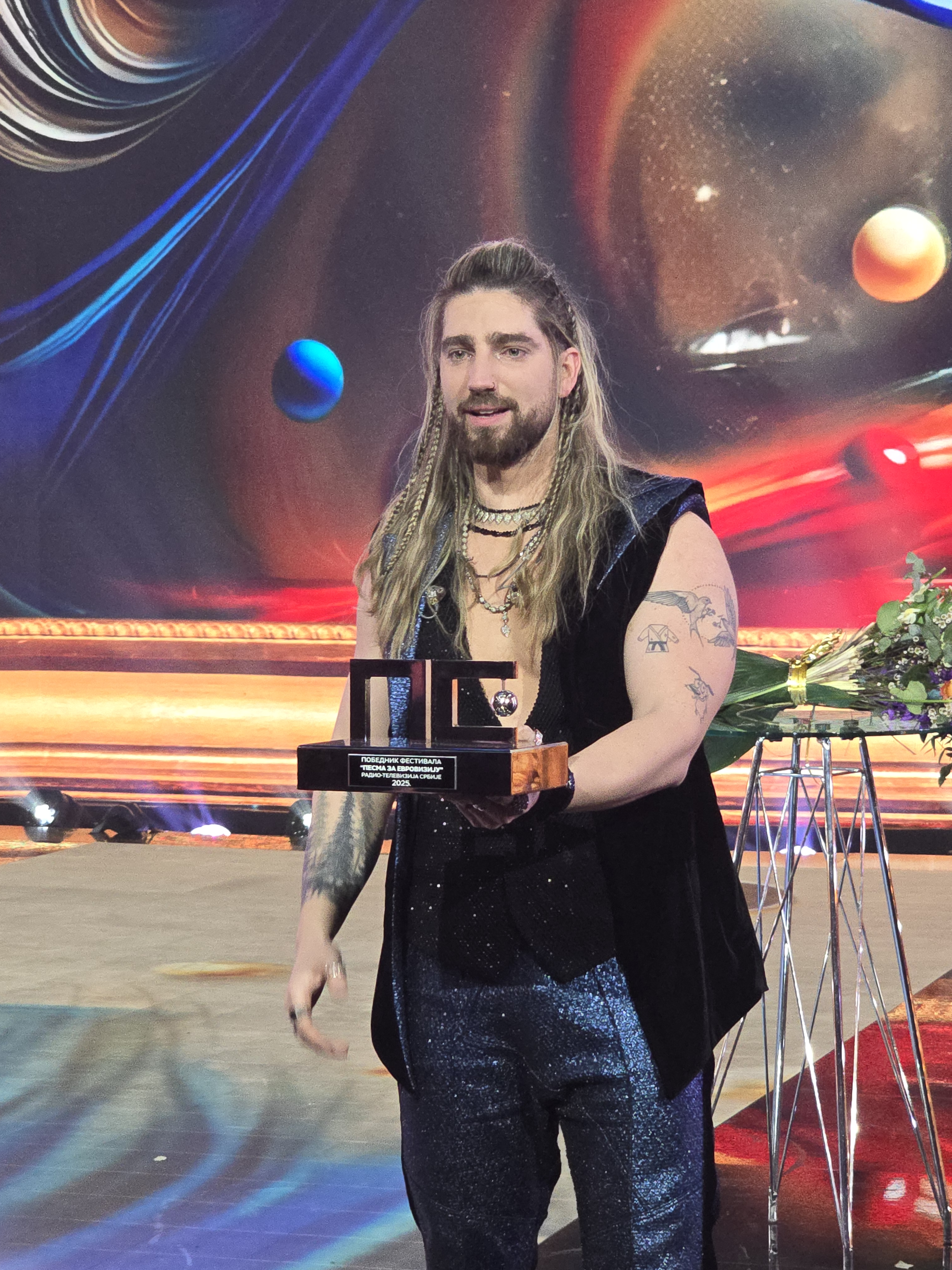
Princ po wygraniu Pesma za Evroviziju ’25(inne języki)